# Павко, Евгений Иванович
Евге́ний Ива́нович Павко́ (4 февраля 1992, Копейск) — российский боксёр-профессионал, представитель первой полусредней весовой категории. Начинал карьеру в любительском боксе, победитель и призёр турниров национального и международного значения, мастер спорта России. Начиная с 2012 года боксирует на профессиональном ринге, чемпион России в первом полусреднем весе (2015—2017).

## Биография
Евгений Павко родился 4 февраля 1992 года в городе Копейске Челябинской области. Учился в копейской средней общеобразовательной школе № 4, позже поступил в Уральский государственный университет физической культуры, где обучался на факультете зимних видов спорта и единоборств.

### Любительская карьера
Активно заниматься боксом начал в возрасте девяти лет, проходил подготовку в местной секции под руководством тренера Олега Вадимовича Монова. В течение многих лет выступал на любительском уровне. Так, известно, что он побеждал на первенстве Урала среди юниоров, в 2008 году дошёл до стадии четвертьфиналов на чемпионате России среди кадетов в Ханты-Мансийске, в 2010 году одержал победу на мемориальном международном турнире памяти Семёна Хохрякова в Копейске, в 2012 году выиграл бронзовую медаль на международном мемориальном турнире памяти Георгия Жукова. Имеет звание мастера спорта России по боксу. Всего в любительском боксе провёл около 160 боёв, из них примерно в 140 победил.

### Профессиональная карьера
Дебютировал на профессиональном ринге в октябре 2012 года — в первом же поединке встретился с довольно сильным боксёром, будущими победителем боксёрского реалити-шоу «Бой в большом городе» Георгием Челохсаевым, в итоге их четырёхраундовое противостояние завершилось ничьей. В течение последующих трёх лет Павко одержал десять побед подряд, не потерпев при этом ни одного поражения. В том числе провёл поединок в Эстонии, где досрочно взял верх над опытным представителем Белоруссии Хаважи Хацыговым. Благодаря череде удачных выступлений он удостоился права оспорить вакантный титул чемпиона России в первом полусреднем весе и в сентябре 2015 года завоевал этот титул, победил единогласным решением судей другого претендента Дениса Кенжегалиева.
Став чемпионом России, Евгений Павко продолжил активно выходить на ринг и выиграл ещё несколько поединков. В частности, в мае 2016 года боксировал в Канаде, где техническим нокаутом в первом же раунде победил местного боксёра Айаза Хуссаина.
27 ноября 2017 года утратил титул чемпиона России в первом полусреднем весе. Проиграл техническим нокаутом в десятом раунде Георгию Челохсаеву.

## Статистика в профессиональном боксе
В таблице перечислены результаты всех поединков боксёров.
В каждой строке указан результат поединка. Дополнительно номер поединка обозначен цветом, который обозначает итог поединка. Расшифровка обозначений и цветов представлена в нижеследующей таблице.
| Пример | Расшифровка                     |
| ------ | ------------------------------- |
|        | Победа                          |
|        | Ничья                           |
|        | Поражение                       |
|        | Планируемый поединок            |
|        | Поединок признан несостоявшимся |
| КО     | Нокаут                          |
| ТКО    | Технический нокаут              |
| PTS    | Решение судей (по очкам)        |
| UD     | Единогласное решение судей      |
| MD     | Решение большинства судей       |
| SD     | Раздельное решение судей        |
| RTD    | Отказ от продолжения боя        |
| DQ     | Дисквалификация                 |
| NC     | Поединок признан несостоявшимся |

| 21 | 19 декабря 2018 | Федор Виноградов (8-0-0)          | Маркштадт, Челябинск, Россия                             | RTD5 (8)   |                                                                           |
| 20 | 7 сентября 2018 | Серхио Эдуардо Гонсалес (31-22-4) | «Арена Трактор», Челябинск, Россия                       | KO1 (8)    |                                                                           |
| 19 | 27 ноября 2017  | Георгий Челохсаев (12-1-1)        | «Лужники», Москва, Россия                                | TKO10 (10) | Бой за титул чемпиона России в первом полусреднем весе, 1-я защита Павко. |
| 18 | 6 июля 2017     | Алишер Ашуров (2-13-0)            | Дворец спорта имени И. Х. Ромазана, Магнитогорск, Россия | TKO3 (6)   |                                                                           |
| 17 | 17 марта 2017   | Манвел Саргсян (15-0-0)           | КРЦ «Арбат», Москва, Россия                              | UD10 (10)  | Бой за вакантный титул WBC International Silver.                          |
| 16 | 2 декабря 2016  | Иванс Левицкис (24-25-0)          | Tough Fight Gym, Москва, Россия                          | KO5 (6)    | Левицкис был в нокдауне во 2 раунде.                                      |
| 15 | 20 мая 2016     | Айаз Хуссаин (10-0-0)             | Colisée Cardin, Сорель-Трэси, Канада                     | TKO1 (8)   |                                                                           |
| 14 | 26 февраля 2016 | Алишер Ашуров (2-5-0)             | Школа бокса, Санкт-Петербург, Россия                     | TKO2 (6)   |                                                                           |
| 13 | 21 ноября 2015  | Махсуд Жумаев (10-9-1)            | Арена, Екатеринбург, Россия                              | TKO2 (10)  | Жумаев трижды был в нокдауне.                                             |
| 12 | 3 сентября 2015 | Денис Кенжегалиев (1-4-0)         | Динамо, Уфа, Россия                                      | UD10 (10)  | Бой за вакантный титул чемпиона России.                                   |
| 11 | 27 июня 2015    | Вячеслав Яковенко (7-19-1)        | Строитель, Миасс, Россия                                 | TKO1 (6)   |                                                                           |
| 10 | 21 марта 2015   | Хаважи Хацыгов (11-10-0)          | Энергия, Нарва, Эстония                                  | RTD4 (6)   |                                                                           |
| 9  | 23 февраля 2015 | Алексей Тухтаров (3-3-3)          | Юность, Челябинск, Россия                                | TKO2 (6)   |                                                                           |
| 8  | 31 октября 2014 | Михаил Авакян (26-16-4)           | Манеж, Владикавказ, Россия                               | UD8 (8)    |                                                                           |
| 7  | 22 августа 2014 | Олег Коробко (4-2-2)              | Сад Победы, Челябинск, Россия                            | MD8 (8)    |                                                                           |
| 6  | 25 июня 2014    | Шерзод Исокжонов (0-2-0)          | Маркштадт, Челябинск, Россия                             | TKO1 (6)   |                                                                           |
| 5  | 11 мая 2014     | Мурат Нуркасимов (2-0-0)          | Дом культуры, Копейск, Россия                            | TKO6 (6)   | Нуркасимов трижды был в нокдауне.                                         |
| 4  | 22 февраля 2014 | Лазизбек Узоков (1-7-0)           | Нара, Наро-Фоминск, Россия                               | UD6 (6)    |                                                                           |
| 3  | 24 августа 2013 | Дмитрий Лавриненко (2-6-0)        | Центральная площадь, Еманжелинск, Россия                 | TKO4 (4)   | Лавриненко был в нокдауне в 1 раунде.                                     |
| 2  | 12 июня 2013    | Мушег Сукиасян (2-1-0)            | Юность, Климовск, Россия                                 | UD4 (4)    | Сукиасян был в нокдауне в 1 раунде.                                       |
| 1  | 13 октября 2012 | Георгий Челохсаев (дебют)         | Цхинвал, Грузия                                          | PTS4 (4)   | Профессиональный дебют Павко.                                             |